# القنصلية الإسبانية العامة في القدس
القنصلية الإسبانية العامة في القدس هي الممثلية الدبلوماسية العُليا الإسبانية في الأراضي الفلسطينية المحتلة. تقع القنصلية في حي الشيخ جراح بمدينة القدس.

## التاريخ
في 22 مايو 2024، أعلنت إسبانيا والنرويج وجمهورية أيرلندا اعترافهما بدولة فلسطين اعتبارًا من 28 مايو 2024. رحبت الرئاسة الفلسطينية بالقرار.
في 27 مايو 2024، أرسلت وزارة الخارجية الإسرائيلية برقيةً إلى القنصلية الإسبانية العامة في القدس تحظر عليها تقديم أي خدمات لسكان الأراضي الفلسطينية اعتبارًا من بداية شهر يونيو 2024. كما حذرتها من إجراءات أخرى إذا ما تم تطبيق التعليمات.
في 28 مايو 2024، سريان قرار جمهورية أيرلندا، والنرويج وإسبانيا الاعتراف بدولة فلسطين الذي أعلن عنه في 22 مايو 2024 وذلك على حدود حرب 1967.

## قائمة القناصل
| الترتيب | القنصل                             | تاريخ الاعتماد الدبلوماسي | تاريخ الانتهاء | رئيس وزراء إسبانيا | رئيس دولة فلسطين | ملاحظات                                        |
| ------- | ---------------------------------- | ------------------------- | -------------- | ------------------ | ---------------- | ---------------------------------------------- |
|         | الفونسو برونيالس                   | 2010                      |                |                    | محمود عباس       |                                                |
|         | رامون انسوؤين                      |                           |                |                    | محمود عباس       |                                                |
|         | خوان خوسيه اسكوبار                 | 5 سبتمبر 2013             |                |                    | محمود عباس       |                                                |
|         | الفونسو بورتياليس                  |                           | يوليو 2019     |                    | محمود عباس       |                                                |
|         | إغناسيو غارسيا فالديكاس فيرنانديز  | أغسطس 2019                | 2021           |                    | محمود عباس       |                                                |
|         | ألفونسو لوتشيني ماتيو              | 29 يوليو 2021             | 2024           |                    | محمود عباس       |                                                |
|         | خوسي خافيير غوتيريز بلانكو-نافاريت | 17 ديسمبر 2024            | لا يزال        |                    | محمود عباس       | سلمها مرة أخرى في 5 مايو 2025 إلى الرئيس عباس. |

## وصلات خارجية
- الموقع الرسمي